# Ornithogalum vasakii
Ornithogalum vasakii är en sparrisväxtart som beskrevs av Franz Speta. Ornithogalum vasakii ingår i släktet stjärnlökar, och familjen sparrisväxter.
Artens utbredningsområde är Turkiet. Inga underarter finns listade i Catalogue of Life.